# Métrica de confianza
Una métrica de confianza, en psicología y sociología, es una medida del grado por el cual un actor social (un individuo o un grupo) confía en otro actor social. Las métricas de confianza pueden ser abstraídas de tal forma que pueda ser implementada por computadoras, haciéndoles de interés para el estudio e ingeniería en ambientes digitales.
La confianza va más allá de un simple cálculo dado que su significado es demasiado subjetivo para una métrica universal confiable, y también debido al hecho de ser un proceso mental, inaccesible a los instrumentos.  Existen fuertes argumentos en contra de las métricas demasiado simples de confianza debido a la complejidad del proceso y lo propio de la confianza que hace imposible aislarla de factores relacionados.
No existe un conjunto de propiedades que permita juzgar una determinada métrica de confianza mejor que otras, dado que cada una se orienta a propósitos distintos. Se pueden identificar dos grupos de métricas de confianza:
- Métricas empíricas, las cuales hacen foco en capturar valores de confianza confiables y de forma estandarizada;
- Métricas formales, las cuales hacen foco en la facilidad de manipular, procesar y razonar la confianza. Este tipo de métricas se pueden clasificar a su vez en otras según sus propiedades.

Las métricas de confianza permiten el modelado y análisis de la confianza. Estas están estrechamente relacionados con los sistemas de reputación. Se pueden encontrar formas sencillas de métrica de confianza binaria por ejemplo en la herramienta PGP. Las primeras formas comerciales de métrica de confianza en computadoras fue en sitios como eBay, basado en la respuesta de los usuarios entre sí.  Slashdot introdujo su idea de karma, la cual se gana realizando actividades que son percibidas como beneficiosas para el grupo. Esta aproximación ha sido muy influyente en posteriores comunidades virtuales.[cita requerida]

## Propiedades
El conjunto de propiedades que tendrían que ser satisfechas por una métrica de confianza varía dependiendo del área de aplicación. Algunas de las propiedades más comunes son:
- Transitividad: Si A confía en B, y B confía en C, esta propiedad implica que A confía en C.
- Operaciones: Para una métrica de confianza útil se pueden definir un conjunto de operadores para trabajar con las métricas de confianza.
- Escalabilidad: La métrica de confianza debe permitir poder trabajar con redes de confianza de cualquier tamaño sin que esto implique dificultades a la hora de calcularla.
- Resistencia a ataques: La métrica debe poder ser resistente a ataques de agentes que pretendan manipular sus valores.